# Ducat de Cardona
El ducat de Cardona, anteriorment vescomtat de Cardona i comtat de Cardona, neix a partir del vescomtat d'Osona
en el segle xi i fins al segle xvi restarà en mans de la família Cardona. L'actual titular és la cordovesa Casilda-Ghisla Guerrero-Burgos y Fernández de Córdoba, de la Casa de Medinaceli.

## Vescomtes de Cardona
Els vescomtes de Cardona eren descendents dels vescomtes 
d'Osona. La casa vescomtal va començar a deixar de banda aquestes terres
en vendre's el castell de Cardona i el de Vic. La desvinculació serà 
definitiva quan, des de 1062, Ramon Folc I comença a intitular-se 
vescomte de Cardona, donant inici, de fet, a la casa vescomtal de Cardona.
| Núm. | Titular                | Període   | Nota |
| ---- | ---------------------- | --------- | --- |
| I    | Ramon Folc I           | 1040-1086 | Fill de Folc I, vescomte d'Osona. |
| II   | Bernat Amat            | 1098-1150 | Abans dit de Claramunt. Fill d'Ermessenda de Cardona i net de Ramon Folc I. El seu fill, Ramon Folc II de Cardona no va arribar a succeir-lo perquè va morir abans i això va obligar Bernat Amat a fer de regent del seu net Ramon Folc III |
| III  | Ramon Folc III         | 1155-1176 | Fill de Ramon Folc II i net de Bernat Amat, qui li fa de regent fins a la seva mort el 1151 |
| IV   | Berenguer I de Cardona | 1176-1177 | Fill gran de Ramon Folc III, que va tenir un mandat efímer. |
| V    | Guillem I              | 1177-1225 | Germà de Berenguer I, el va substituir a la seva mort |
| VI   | Ramon Folc IV          | 1225-1241 | |
| VII  | Ramon Folc V           | 1241-1276 | |
| VIII | Ramon Folc VI          | 1276-1320 | |
| IX   | Hug I                  | 1320-1334 | |
| X    | Hug II                 | 1334-1375 | |

## Comtes de Cardona
El vescomtat va ser elevat a comtat el 1375 per Pere el Cerimoniós, en agraïment a l'actuació d'Hug II durant la guerra contra Jaume III de Mallorca. Accedir a aquest títol representà per al seu patrimoni, a més del castell de Cardona, les terres limítrofs amb el Berguedà, la Segarra, l'Anoia i la Noguera.
| Núm. | Titular             | Període   |
| ---- | ------------------- | --------- |
| I    | Hug II              | 1375-1400 |
| II   | Joan Ramon Folc I   | 1400-1441 |
| III  | Joan Ramon Folc II  | 1441-1471 |
| IV   | Joan Ramon Folc III | 1471-1486 |
| V    | Joan Ramon Folc IV  | 1486-1491 |

## Ducs de Cardona

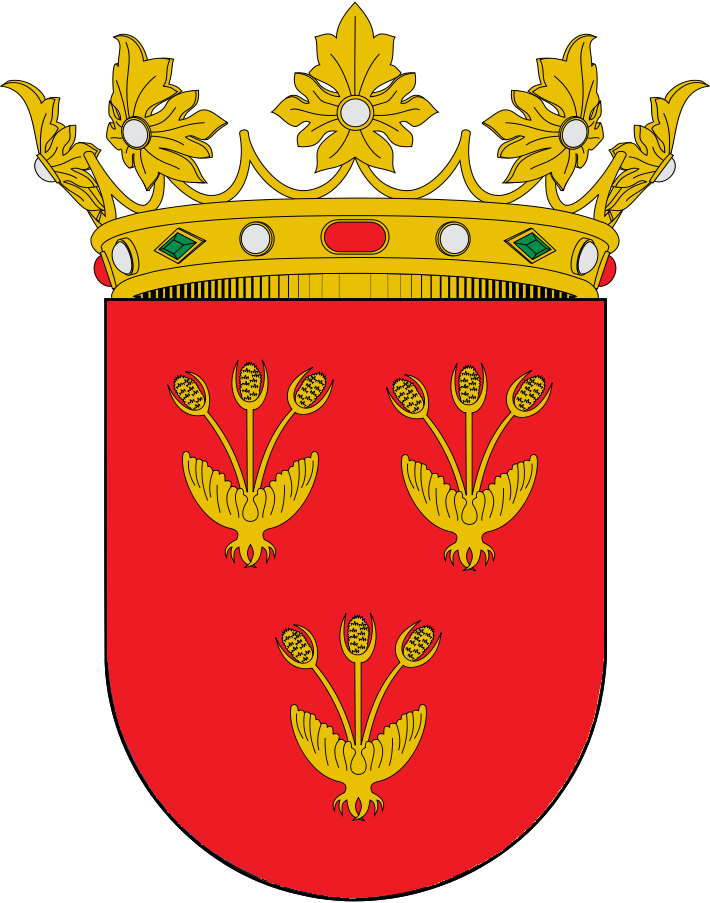
Escut del Ducat de Cardona

El 1491 el comtat de Cardona va ser elevat a ducat, en agraïment a Joan Ramon Folc IV de Cardona, pel suport donat als Trastàmara, amb els quals estava emparentat, i més concretament a Joan II, durant la guerra civil catalana, tot i que havia rebut ofertes de reialesa, per ser net de Jaume II d'Urgell. Així, Ferran II el va recompensar amb l'elevació del comtat, i també amb la conversió del comtat de Pallars en marquesat, el mateix any.
| Núm.  | Titular                                               | Període      | Llinatge              |
| ----- | ----------------------------------------------------- | ------------ | --------------------- |
| I     | Joan Ramon Folc de Cardona                            | 1491-1513    | Cardona               |
| II    | Ferran de Cardona i Enríquez                          | 1513-1543    | Cardona               |
| III   | Joana de Cardona i Manrique de Lara                   | 1543-1564    | Cardona               |
| IV    | Francesc d'Aragó i de Cardona                         | 1564-1575    | Aragó-Cardona         |
| V     | Joana d'Aragó i de Cardona                            | 1575-1608    | Aragó-Cardona         |
| VI    | Enric d'Aragó-Cardona-Córdoba                         | 1608-1640    | Aragó-Cardona-Córdoba |
| VII   | Lluís Ramon d'Aragó-Cardona-Córdoba                   | 1640-1670    | Aragó-Cardona-Córdoba |
| VIII  | Joaquim d'Aragó-Cardona-Córdoba                       | 1670         | Aragó-Cardona-Córdoba |
| IX    | Pere Antoni d'Aragó-Cardona-Córdoba                   | 1670-1690    | Aragó-Cardona-Córdoba |
| X     | Caterina d'Aragó-Cardona-Córdoba                      | 1670/76-1697 | Aragó-Cardona-Córdoba |
| XI    | Luis Francisco de la Cerda y Aragón                   | 1697-1711    | Medinaceli-Cerda      |
| XII   | Nicolás Fernández de Córdoba                          | 1711-1739    | Medinaceli-Córdoba    |
| XIII  | Luis Antonio Fernández de Córdoba                     | 1739-1768    | Medinaceli-Córdoba    |
| XIV   | Pedro de Alcántara Fernández de Córdoba               | 1768-1789    | Medinaceli-Córdoba    |
| XV    | Luis María Fernández de Córdoba                       | 1789-1806    | Medinaceli-Córdoba    |
| XVI   | Luis Joaquín Fernández de Córdoba                     | 1806-1840    | Medinaceli-Córdoba    |
| XVII  | Luis Tomás Fernández de Córdoba                       | 1840-1873    | Medinaceli-Córdoba    |
| XVIII | Luis María Fernández de Córdoba                       | 1873-1879    | Medinaceli-Córdoba    |
| XIX   | Luis Jesús Fernández de Córdoba                       | 1880-1949    | Medinaceli-Córdoba    |
| XX    | Casilda Fernández de Córdoba y Rey                    | 1949-1998    | Medinaceli-Córdoba    |
| XXI   | Casilda-Ghisla Guerrero-Burgos y Fernández de Córdoba | 1998-Act.    | Guerrero-Burgos       |